# アニメツーリズム協会
アニメツーリズム協会（アニメツーリズムきょうかい、Anime Tourism Association）は、2016年（平成28年）9月16日に設立された一般社団法人。所在地は、東京都千代田区五番町3-1五番町グランドビル7F。

## 目的
「アニメ聖地」を88か所選定することでオフィシャル化し、「アニメ聖地」をつなぐ広域周遊観光ルートを官民連携のオールジャパン体制で造成することと、「アニメ聖地」を海外・国内のクールジャパン・コンテンツファンへ様々な手段で発信し、観光客とアニメ聖地をつなぎ、インバウンド等、新たな送客を促進させること。

## 組織
- 会長 富野由悠季
- 理事長 石川和子（日本動画協会理事長）
- 副理事長 井上伸一郎（KADOKAWA上級顧問）
- 専務理事 兼 事務局長 鈴木則道
- 理事
  - 伊藤直哉（東京海上日動火災保険専務執行役員）
  - 城戸吾郎（JTB執行役員）
  - 清水新一郎（日本航空代表取締役副社長執行役員）
  - 田村明比古（成田国際空港代表取締役社長）
  - 村瀨茂高（WILLER代表取締役）
  - 村山慶輔（やまとごころ代表取締役）
- 理事兼ゼネラルプロデューサー 伊藤敦
- 監事 上住敬一（ビズアドバイザーズ税理士事務所代表）

## アニメツーリズム首長サミット
アニメツーリズム首長サミットとはアニメ作品を活用した旅行者の誘客に積極的に取り組んでいる先進的地域（地方自治体）の首長（知事、市長）と、作品の作り手側であるアニメの制作会社の代表が登壇し、"アニメツーリズム"の現況と課題、今後の展望、アニメの作り手側と舞台になった地域の連携など、交流人口の拡大に向けて"アニメツーリズム"の可能性を検証する目的でアニメツーリズム協会主催で開催しているイベントである。
2019年12月1日、アニメ聖地88にも認定され、北九州ポップカルチャーフェスティバルやアジアMANGAサミット、海外マンガフェスタ等、漫画やアニメのイベントを積極的に実施している北九州市で初開催された。

## 訪れてみたい日本のアニメ聖地88
国内外のアニメファンを対象とした投票結果をもとに、権利者、地方自治体等との協議を協会事務局が行い、その結果を基に理事会で総合的に判断し決定している。
候補は作品の舞台、モデルとしてファンに一定の認知を得ていることを前提とし、漫画ミュージアム等の施設やイベントも対象としている。
2019年版の場合、2018年6月1日から8月末までの3ヶ月間、全世界の日本のアニメファンを対象に行ったアニメ聖地Web投票の結果をベースに、コンテンツホルダー、対象となる地域の自治体等とアニメツーリズム協会が協議を重ね、2018年10月に選定・発表した。
選定結果に関しては、KADOKAWA関連作品に偏り制作側からの認可が降りなかったスタジオジブリ作品や京都アニメーション作品が選外になるといった点も指摘されている。

### 札所
アニメ聖地を訪れる際の拠点として、アニメの舞台やモデルとなった光景の地域、アニメゆかりの施設等に「札所」を設置している。
- 0番札所 - 成田空港
- 1番札所 - ところざわサクラタウン（KADOKAWA富士見ビルから移設）
- 88番札所 - 東京都庁